# Saint-Laurent-de-Cerdans
Saint-Laurent-de-Cerdans (katalanisch Sant Llorenç de Cerdans) ist eine französische Gemeinde mit 1020 Einwohnern (Stand 1. Januar 2022) im Département Pyrénées-Orientales in der Region Okzitanien. Sie gehört zum Arrondissement Céret und zum Kanton Le Canigou.

## Nachbargemeinden
Nachbargemeinden von Saint-Laurent-de-Cerdans sind Arles-sur-Tech im Norden, Amélie-les-Bains-Palalda im Nordosten, Maçanet de Cabrenys (Spanien) im Osten, Albanyà (Spanien) im Südosten, Coustouges im Süden, Serralongue im Südwesten, Le Tech im Westen und Montferrer im Nordwesten.

## Bevölkerungsentwicklung
| Jahr      | 1962 | 1968 | 1975 | 1982 | 1990 | 1999 | 2013 |
| Einwohner | 2064 | 1992 | 1807 | 1607 | 1489 | 1218 | 1173 |

## Sehenswürdigkeiten
- Mas de Crémadells (Monument historique, 17./18. Jahrhundert) und die Ruinen seiner Kapelle (1664)
- Château de l’Ille (19. Jahrhundert)
- Kirche Saint-Laurent (19. Jahrhundert)
- Kapelle Notre-Dame-de-la-Sort (1691/1755)
- Ruinen der Kapelle von la Muga de Dait

## Persönlichkeiten
- Jean Lannes (1769–1809), französischer Militär, in Saint-Laurent stationiert
- Jean Forné (* 1829), Politiker, geboren in Saint-Laurent
- Guillaume Julia (1900–1976), Politiker, geboren in Saint-Laurent